# Giuseppe Moretti (Archäologe)
Giuseppe Moretti (geboren am 6. Juni 1876 in San Severino Marche; gestorben am 20. Juli 1945 in Rom) war ein italienischer Klassischer Archäologe.
Giuseppe Moretti war der Sohn von Ermete Giuseppi und dessen Frau Vincenza Bartolomei. Nach dem Besuch des Gymnasiums zog Giuseppe Moretti 1894 zum Studium nach Rom, wo er nebenbei als Hauslehrer arbeitete. Noch bevor er laureiert wurde, trat er 1902 als Archäologe in den Dienst der Musei, Gallerie e Scavi di Antichità, der italienischen Altertumsverwaltung, und blieb bis zu seiner Pensionierung 1942 Mitarbeiter des Ministero della pubblica istruzione. Im Oktober 1902 erhielt er seine Laurea.
Im Rahmen seiner Anstellung führte ihn sein Weg zunächst zum 1889 eingerichteten Museo Nazionale Romano, wo er 1908 zum Inspektor aufstieg. Über Jahre war er mit der Ordnung des im Museum untergebrachten archäologischen Materials und der Überarbeitung der rund 39.000 Karteikarten zu den Objekten beschäftigt. Er eignete sich die gesamte Breite systematischer archäologischer Arbeit an: Von der Ausgrabung eines Objekts über dessen Inventarisierung und Konservierung zur öffentlichen Präsentation, der wissenschaftlichen Untersuchung und Publikation.
Auf Einladung von Ernesto Schiaparelli ging er 1910 nach Piemont, wo er Ausgrabungen in Libarna und auf dem Kleinen Sankt Bernhard durchführte. Im Jahr 1912 kehrte er nach Rom zurück. Von 1913 bis 1919 unterstützte er seinen Freund und Altersgenossen Roberto Paribeni bei der Leitung des Museo Nazionale Romano. Im Wechsel führten sie das Museum und nahmen an der Archäologischen Mission Italiens im türkischen Antalya teil. 1914 übernahm Moretti von Biagio Pace die Leitung der zweiten Expedition und blieb bis zum Ausbruch des Ersten Weltkriegs in der Türkei. Eine dort zugezogene Lungenentzündung zwang ihn 1915 zu einem ausgedehnten Krankenhausaufenthalt. Im Anschluss kehrte er nach Rom zurück und unterstützte Paribeni und Guido Calza, die beide Militärdienst leisteten, in der Leitung des Museo Nazionale und der Ausgrabungen in Ostia. Mit der Besetzung eines Teils der Türkei durch Italien infolge des Krieges kehrte Moretti 1919 in die südwestliche Türkei zurück. Hier trug er unter anderem Sorge für die archäologischen Monumente und speziell die Restaurierung des Hadrianstores in Antalya.
Im Jahr 1920 wurde er Inspektor an der Soprintendenza archeologica delle Marche und Direktor des Nationalmuseums in Ancona, 1923 schließlich Soprintendent der Marken. Das Museum gestaltete er völlig neu und entwickelte in der Aufstellung ein bislang nicht gezeigtes Bild der antiken Alltagskultur in den Marken. 1927 wurde die neue Ausstellung in Anwesenheit des Königs Viktor Emanuel III. eröffnet. Das Ministerium ernannte ihn 1930 zum Soprintendenten der Altertümer Latiums und zum Direktor des Museo Nazionale Romano. Er war auch in dieser Zeit ein äußerst aktiver Ausgräber und arbeitete unermüdlich an der Neuorganisation des Museums.
Zu seinen wichtigsten Arbeiten zählte der Wiederaufbau der Ara Pacis, den er 1937 in Angriff nahm und dessen termingerechte Fertigstellung als herausragenden Teil der Ausstellung Mostra Augustea della Romanità zum Bimillenario Augusteo, dem 2000. Geburtstag des römischen Kaisers Augustus, seitens der italienischen Faschisten gefordert wurde. Hierfür mussten unter großen Herausforderungen neue Ausgrabungen am Fundort durchgeführt werden. Unter der bestehenden Bebauung des Areals durch den Palazzo Peretti grub man mittels gefrorener Erdwände, um einen Einsturz der oberirdischen Bausubstanz zu verhindern, nach fehlende Teilen der Ara. Weitere, über verschiedene Sammlungen verteilte Fragmente wurden zusammengetragen. Wo die Originale nicht verfügbar gemacht werden konnten, wurden Gipsabgüsse der Fragmente besorgt. Die Rekonstruktion wurde 1938 in einem lichtdurchfluteten Pavillon auf der Piazza Augusto Imperatore, gerahmt von Bauten des zeitgenössischen Razionalismo, der Öffentlichkeit zugänglich gemacht. Die finale Publikation der Ergebnisse, deren Rekonstruktionszeichnungen von Guglielmo Gatti stammten, konnte erst 1948 erfolgen.
Mit Erreichen der Altersgrenze wurde Moretti, der sich dem faschistischen Regime, dem er seit 1932 anhing, entfremdet hatte, aus dem Staatsdienst entlassen. Nach Moretti trägt das Museo archeologico di San Severino Marche seinen Namen: Museo Archeologico „Giuseppe Moretti“. Morettis Sohn war der Archäologe Mario Moretti.

## Publikationen (Auswahl)
- Il Guerriero italico di Capestrano. Istituto poligrafico dello Stato, Rom 1936 (vgl. Krieger von Capestrano).
- L’Ara Pacis Augustae (= Itinerari dei Musei e Monumenti d’Italia. 67) Libreria dello Stato, Rom 1938 (deutsche Ausgabe zuletzt: Die Ara Pacis Augustae (= Führer durch die Museen, Galerien und Denkmäler Italiens. 67). Libreria dello Stato, Rom 1976).
- Il Museo delle navi romane di Nemi. (= Itinerari dei Musei e Monumenti d’Italia. 72) Libreria dello Stato, Rom 1940.
- Ara Pacis Augustae. Text- und Tafelband. Libreria dello Stato, Rom 1948.